# 彼女の独身者たちによって裸にされた花嫁、さえも
「彼女の独身者たちによって裸にされた花嫁、さえも」（かのじょのどくしんしゃたちによってはだかにされたはなよめ さえも、The Bride Stripped Bare by Her Bachelors, Even 通称：大ガラス(The Large Glass)）は、マルセル・デュシャンが1915年 -1923年にかけて制作した。8年間の歳月がかけられて作成されたが未完成のまま放棄された。作品は縦に2枚のガラス板（縦2.7m×横1.7mを超える）に機械のような金属が並べられている作品である。
現在は、アメリカ合衆国ペンシルベニア州フィラデルフィアにあるフィラデルフィア美術館（フィラデルフィアびじゅつかん、英: Philadelphia Museum of Art）に所蔵されている。
作品は「花嫁と独身者という、理性に対立する感情的なエロティシズム、周囲の空間と混ざりあう透明なガラス、偶然に出来た塵やひび割れ、メモなど、外部の現実や言葉の侵入を受け入れ」成立している。

## 文献
- ジョン・ゴールディング『デュシャン 彼女の独身者たちによって裸にされた花嫁、さえも』

東野芳明訳、みすず書房「アート・イン・コンテクスト」、1981年。絵画解説